# Hurka
A hurka elkészítés (sütés, főzés) utáni fogyasztásra szánt töltelékáru, amely készülhet marhahúsból, sertéshúsból, valamint egyéb vágóállatok húsából, ehető belsőségekből, szalonnából, bőrkéből, különféle fűszerekből. A főtt (kövesztett, abált) összetevőkből készült, fűszerezett keveréket természetes vagy mesterséges burkolatba (bélbe) töltik. Magyarországon számos receptváltozata létezik, leginkább véres-, rizses-, májas- és tüdős hurka variációkat készítenek. Házi változatát Magyarországon többnyire a disznótorok alkalmával készítik a színhúsból és szalonnából készülő kolbász mellett. A színhúson kívüli állati részeket fejhús, pofahús, máj, szív, vese, lép, tüdő, bőrke, szalonna, állati vér és húsnyesedéket is felhasználják a bélbe töltendő keverékhez.

## Etimológia
hurka [1330 tn. (?), 1490] Származékszó, melynek alapszava a húr ’bél’ főnév, végződése a -ka kicsinyítő képző, a képzés módjára vö. borsóka, hóka. A dél-dunántúli nyelvjárásban a szó eleji h helyett cs áll: csurka.
HURKA, (hur-ka, kor-g-ó?) fn. tt. hurkát. 1) Az emlős állatok hosszubele. Megtöltötte a hurkáját, ám. jól lakott 2) Eledel neme, azaz vágómarhának, de különösen disznónak bele bizonyos töltelékkel megtömve, milyenek : köles- és riskása, vér, összvevagdalt máj, tüdő, hús, (s mind ebből több is együtt) és némely fűszerek. Véres hurka, kásás hurka, húsos hurka, gömböcs- (v. vastag) hurka, májas hurka (májos), tüdős hurka {tüttüs). Az apróra vagdalt hússal és szalonnával töltött és süttetni szokott belet különösen kolbász-nak mondják. Hurkát tölteni. Hurkát tormával feladni. Szép, mint a kifordított hurka. (Km.). Megbecsüli, mint Balázs a hurkát. (Km.). A finn hurmet, mely a szavói és kajául szójárásokban vért jelent, semmi viszonyban nem látszik lenni a magyar hurka szóval. A szláv nyelvben hurka Dankovszky szerént am. a magyar gömböcs.
A „kesselfleisch” szó, disznótor alkalmával az üstben a hurkához való különféle egyben abált hozzávalók, a sóval, borssal, fokhagymával, hagymával ízesített fejhús, máj, szív, vese, lép, tüdő, bőrke, szalonna, húsnyesedék elnevezése a magyarországi németek körében.
Székelydályán a véres, a májas hurka és a kolbász közös neve »kőccség«. „Teli vót a lábas finom disznókőccséggel.”

## Története

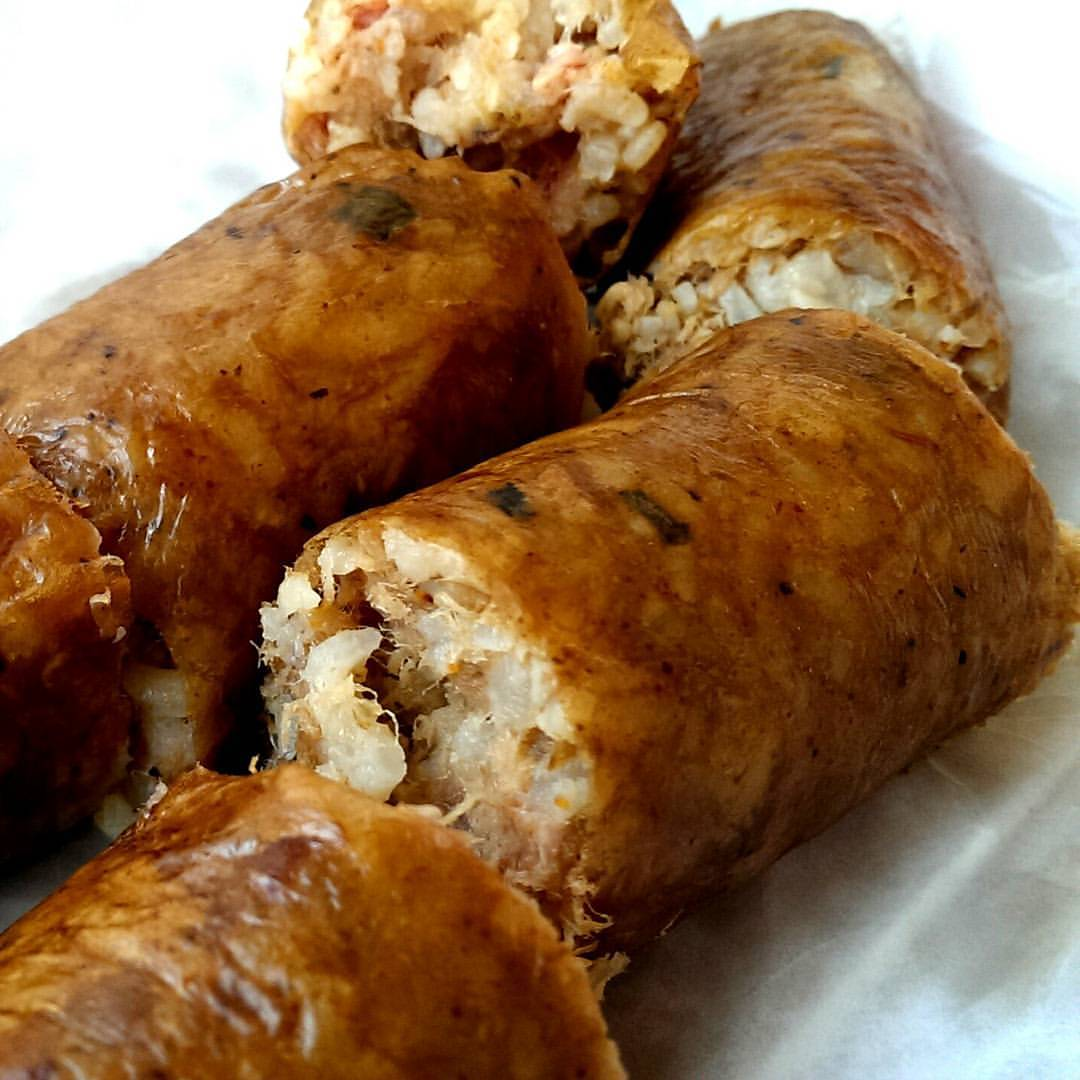
Rizses fehér hurka

Réges-régi hagyomány Magyarországon, hogy disznóvágáskor különféle töltelékkel töltött hurkákat és gömböcöket készítettek a disznó feldolgozásakor. A hurkához főként háromfajta tölteléket készítettek a falusi böllérek a májas-, tüdős- és véreshurkához. Falvanként számos variáció született. A különbségek a töltőmassza alapját képező kásafélékben és a fűszerezésben mutatkoztak meg.
A tüdős hurka alapanyaga a megdarált tüdő és a lép. Ehhez jött a kása, az abárolt bélkövér és a fűszerek. A só mellett nem maradhatott el a bors, Zsákán paprikázták is, s majoránnával ízesítették. A tüdős hurkát Hencidán kásás hurkának is nevezték. Zsákán, főleg a román nemzetiségűek fehér kukoricakásával csinálták, ezért fehér hurkának is nevezték. Kismarjában a májas és a tüdős hurkát nevezték fehér hurkának. Újabban sok helyen a kétfajta masszát összekeverik, s ezt nevezik fehér hurkának. Mindkét hurkafajtát vastagbélbe töltötték, de a májast lehetőleg vastagabba, mint a tüdőst.
A leölt állatok vérét többféle módon felhasználták. Ecsedi István etnográfus szerint egyes henteslegények, böllérek megitták a meleg vért, némelyek a tüdőbaj gyógyszerének tartották. Természetesen legtöbben azonban a nyers vértől undorodtak, s a vért alapanyagnak tekintették. Elsősorban a sertés és a baromfiak vérét hasznosították az ételkészítéshez, a juh és a szarvasmarha vérét legtöbbször azonban folyni engedték a földre. A Biblia szerint az állatok levágása során nem helyénvaló a vérüket felfogni és meginni vagy megenni, hanem az állatok levágása után a vért a földre kell önteni és betakarni.

## Készítési módja
Receptje tájegységenként változó, a majoránna, a fehér-, és fekete bors, Cayenne-bors, szegfűbors őrlemény, vöröshagyma, az édes vagy csípős pirospaprika, a fűszerkömény, őrölt szegfűszeg, kapormag, köleskása, só, mellett akár alma, burgonya, tej, tejszín, kukorica vagy szilva is kerülhet a képlékeny keverékbe. Rizs mellett zsemle vagy hajdinakása, kukoricakása is kerülhet bele. Az alapvető összetevők főzése (abálása), összevagdalása illetve darálása után, a fűszerezett masszát bélbe töltik és a kész hurkákat tartósítási célból újra abálják az abalében.
A hurkák frissen, a kihűlésük után, fogyaszthatók, majd a teljes kihűlés, vagy 1-2 napi tárolást követően süthetők. Nagyobb mennyiség készítésekor felfüstölik vagy lefagyasztják, így kb. 6-12 hónapig is felhasználható, az ekkor már csak sütést igénylő étel.
A disznósajt vagy gömböc a hurkához hasonló technológiával készül jellemzően a sertés fejhúsából, nyelvéből, szalonnából, sertésbőrkéből. A házi készítésű disznósajt fűszeres keverékébe rendszerint beleteszik az egész sertésnyelvet és a lépet is, majd beletöltik a megtisztított sertésgyomorba, amit bevarrnak vagy egy vastagabb fapálcával bezárnak. A fűszeres keverékkel megtöltött gömböcöt abálással, folyamatos, forráspont alatti hőmérsékleten a disznósajt tartósításának céljából, a forró vízben párolva hőkezelik, majd nehezékkel lesajtolva kihűtik, amíg megdermed. Füstölve vagy füstöletlenül is fogyasztható. A szintén bélbe töltött kenőmájasnak is nevezett hurkaféle a fűszereken és hagymán kívül jellemzően májból és szalonnából készül.

### Hőkezelése
Amennyiben a hurkát nem frissen szándékoznak elfogyasztani, a lehető leggyorsabban vissza kell hűteni, és hűtve kell tárolni, mert az esetlegesen túlélő mikrobák szaporodását lassítani kell. A nem kellő maghőmérsékleten végzett főzést túlélő baktériumok elszaporodhatnak. A leghőtűrőbb, elpusztítandó toxikus mérgezést okozó mikroorganizmus az endospórát képző, anaerob talajlakó szaprofiton, a Clostridium botulinum. Ez a mikroorganizmus okozza a botulizmust, amely a nyersen elfogyasztott hentesipari készítmények és a lelkiismeretlenül vagy a rossz hőkezelési technológiával készült házi készítmények következménye is lehet. Az 52/2010. (IV. 30.) FVM rendelet szerint "Biztonságos hőkezelés az a hőkezelési eljárás (sütés, főzés), amely legalább 2 percen át tartó 72 °C-os maghőmérsékletet, vagy az étel minden pontján legalább 75 °C-ot biztosít." A jobb tartósító hatás érdekében a hőkezelést a hűtéssel célszerű együtt alkalmazni. A mikroorganizmusok által bekövetkező fertőzés elsődlegesen, a szakszerűtlen, laikus, otthoni, vagy háztáji, és a tévhiteken alapuló helytelen tartósító technológia következménye.

## Hasonló ételek más kultúrákban
Belgiumban és Franciaországban közkedveltek a különféle kézműves hurkák, mint például a boudin blanc és a boudin noir.
Angol nyelvterületen white puddingnak, black puddingnak, néha blood puddingnak nevezik a hurkához hasonló, bélbe töltött ételféleséget, amely a híres és tradicionális »The full irish breakfast« egyik alkotórésze.
Disznósajt alakú tipikus skót hurkaféle a haggis, amely a skót nemzeti identitás egyik szimbólumának számít. Az angolokat szokták vele riogatni, akik állítólag borzadnak tőle. Hagyományos receptje, hogy az apróra darabolt birka- vagy borjúbelsőségből (szív, tüdő, máj) faggyúval, hagymával, zabliszttel és fűszerekkel keveréket készítenek, majd juhbélbe vagy birkabendőbe töltik és megfőzik.
A koreai szunde az angol blood puddinghoz vagy a magyar véreshurkához hasonló étel, sokféle változata létezik, zöldségek, üvegtészta és sertésvér keverékét sertésbélbe töltik, majd párolják.
Spanyol disznótoros étel a katalán véres hurka (botifarra negra), amelynek a tölteléke sertés vérével kevert rizs, szalonna és fekete bors, hagyma, fenyőmag keveréke, valamint a katalán nemzeti kolbász (botifarra blanca), amelynek a fő összetevői: sovány sertéshús, só, bors, fokhagyma és egyéb fűszerek.

## Képek

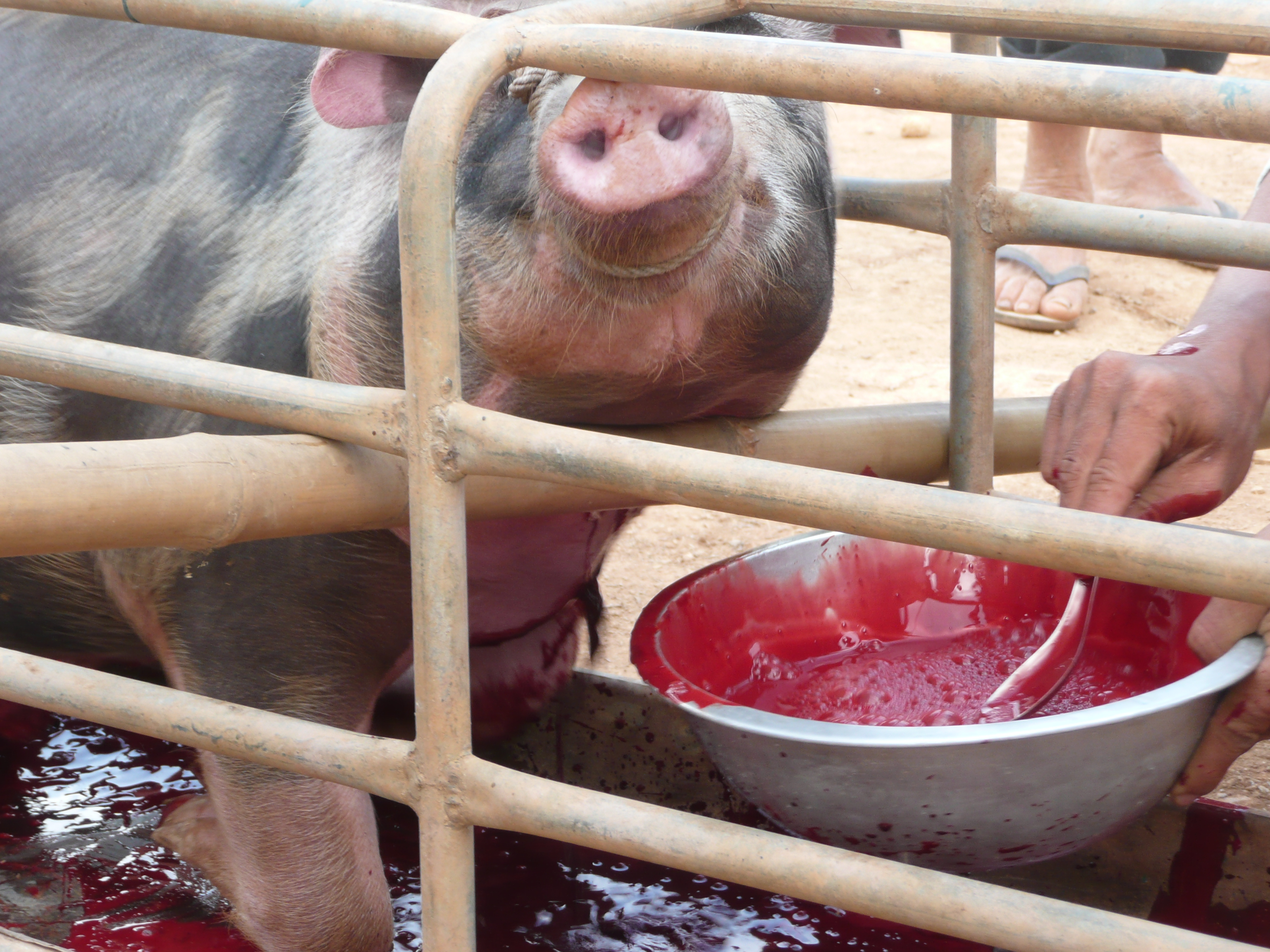
Disznóölés és a vér felfogása a véreshurka-készítéshez
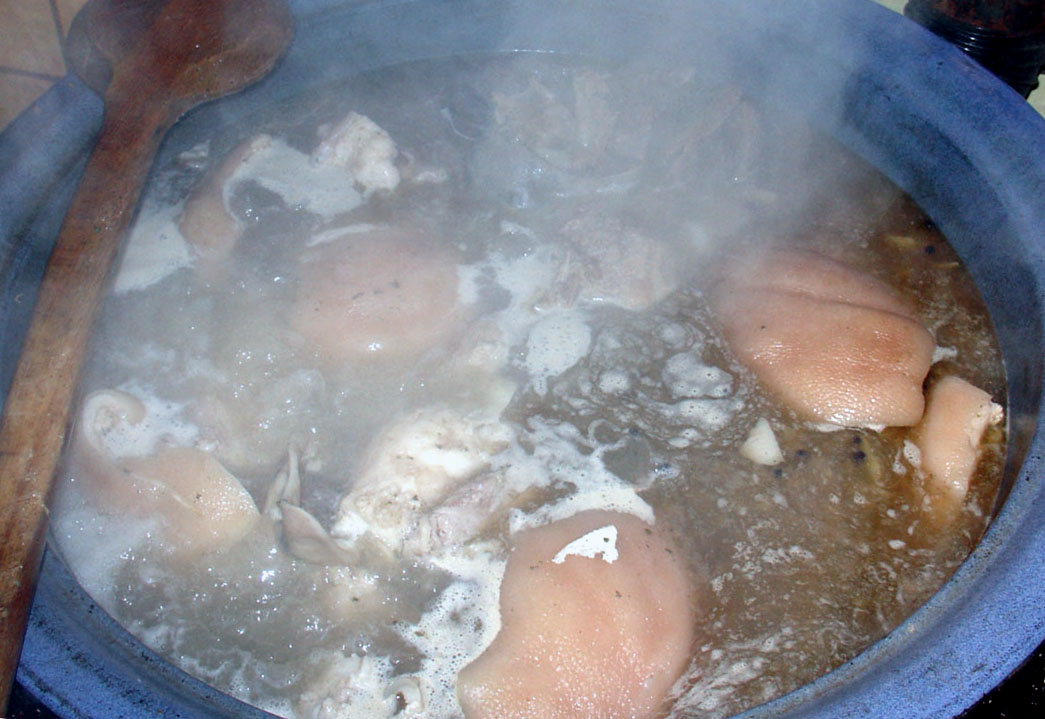
A házi készítésű hurkához való sertésrészek abálása
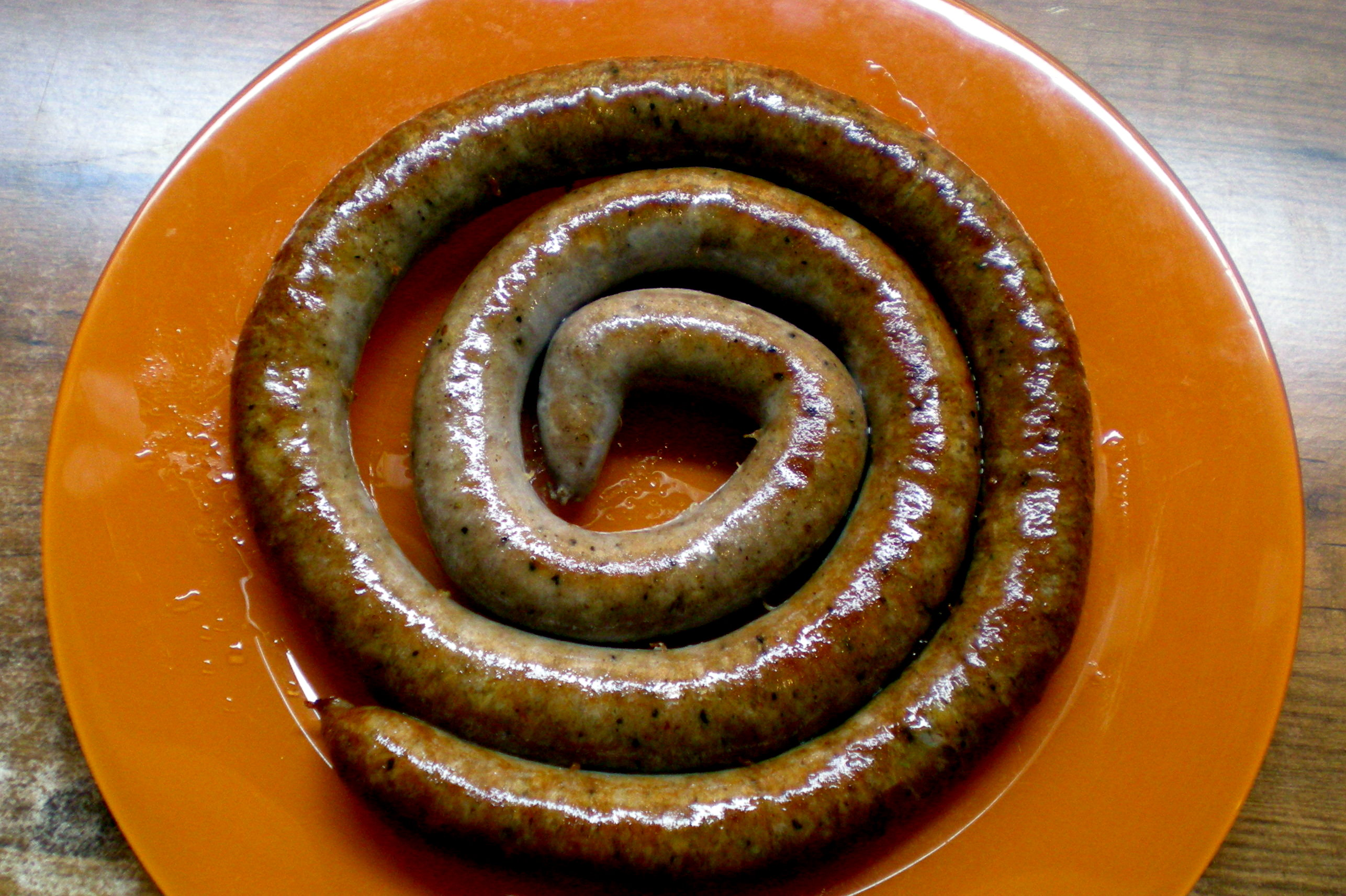
Frissen sült hurka